# مورغان ويب
مورغان ويب (بالإنجليزية: Morgan Webb)‏ هي مذيعة ومنتجة تلفزيونية أمريكية، ولدت في 5 أكتوبر 1978 في لوس أنجلوس في الولايات المتحدة.

## وصلات خارجية
- الموقع الرسمي
- مورغان ويب على موقع IMDb (الإنجليزية)
- مورغان ويب على موقع قاعدة بيانات الفيلم (الإنجليزية)